# Cruz de Caravaca

A Cruz de Caravaca, composta por dois braços, com o menor acima do maior e ambos mais próximos do topo do que da base. No braço maior, geralmente se encontram duas figuras de anjos carregando a Cruz.

A Cruz de Caravaca, uma variação da Cruz de Lorena, é uma relíquia cristã de origem espanhola.
Segundo a tradição, apareceu por milagre na cidade de Caravaca de la Cruz, Espanha, em 3 de Maio de 1232, e, por conter fragmentos do lenho da cruz de Cristo, eram-lhe atribuídos muitos milagres.
Em 1934, a cruz medieval desapareceu misteriosamente, sendo mais tarde restaurada por doação pelo Papa Pio XII de dois fragmentos do Santo Lenho.

## A lenda medieval
De acordo com a lenda, à época da Reconquista cristã da Península Ibérica, a região era governada pelo sultão Zeyt -Abu-Zeyt e na cidade de Caravaca havia prisioneiros, sendo um deles o sacerdote Gines Pérez Chirinos de Cuenca
Manifestando Abu Zeyt curiosidade sobre as práticas católicas, decidiu presenciar uma missa, ordenando que o sacerdote cativo lhe celebrasse uma. No dia marcado, o governante reuniu toda a sua família e corte para presenciar a cerimónia, dando ordens para que fosse dado ao sacerdote tudo o que ele necessitasse para o culto. À última hora, o sacerdote lembrou-se de ter esquecido a cruz. Com temor e com vergonha, antecipando a punição por sua falha, viu surgir, do nada, na janela acima de si, dois anjos carregando uma cruz de dois braços, toda de ouro com pedraria.
O sultão e todos os muçulmanos presentes, impressionados, converteram-se ao catolicismo.
É também a cruz usada na coroa do rei da Hungria, como forma de reconhecimento do rei Santo Estevão, rei reconhecido como Santo tanto pela igreja católica romana, como pela igreja ortodoxa grega, por isso a cruz dupla.

## Divulgação e Cruz Missioneira

A Cruz Missioneira, uma variação da Cruz de Caravaca sem a presença dos anjos carregando-a.

Desde então, foram atribuídos vários milagres à cruz, que foi adaptada por outros santos da Igreja Católica. A sua devoção chegou ao Brasil com Martim Afonso de Sousa, acredita-se que com os primeiros Jesuítas, que também a difundiram nas Missões. Destas, destaca-se São Miguel das Missões, onde existe uma feita pelos indígenas que é conhecida no Rio Grande do Sul como "Cruz Missioneira", tornando-se símbolo para toda a região das Missões no Rio Grande do Sul.
Na doutrina do santo daime, é conhecida como "o Cruzeiro". Sendo adotada pelo mestre Irineu da Serra, como símbolo da doutrina, logo nos primórdios da mesma.